# Dorset-Fleischschaf
Das Dorset ist ein aus der englischen Grafschaft Dorsetshire stammendes Fleischschaf, das durch seine hohe Fruchtbarkeit und sehr gute Fleischqualität sehr hohe Zuchterfolge garantiert. Diese Schafrasse ist asaisonal brünstig und kann bis zu dreimal in zwei Jahren Lämmer gebären.
Das heutige Verbreitungsgebiet liegt in der westeuropäischen, maritimen Klimazone. Es ist hauptsächlich in Irland, Großbritannien, den Niederlanden und Dänemark anzutreffen.
Es eignet sich gut für eine Kreuzung mit dem Texelschaf.